# Protaetia bellula
Protaetia bellula är en skalbaggsart som beskrevs av Ma 1993. Protaetia bellula ingår i släktet Protaetia och familjen Cetoniidae. Inga underarter finns listade i Catalogue of Life.